# Meniscogyne
Meniscogyne es un género botánico con 2 especies de plantas de flores perteneciente a la familia Urticaceae.

## Especies seleccionadas
- Meniscogyne pelotii
- Meniscogyne thorelii